# Ophiodermella
Ophiodermella là một chi ốc biển, là động vật thân mềm chân bụng sống ở biển trong họ Borsoniidae.

## Các loài
Các loài thuộc chi Ophiodermella bao gồm:
- Ophiodermella akkeshiensis (Habe, 1958)[2]
- Ophiodermella cancellata (Carpenter, 1864)[3]
- Ophiodermella fancherae (Dall, 1903)[4]
- Ophiodermella grippi (Dall, 1919)[5]
- Ophiodermella inermis (Reeve, 1843)[6]